# Tazlăul Sărat
Tazlăul Sărat es un afluente derecho del río Tazlău en Rumania .    Desemboca en el río Tazlău en Tescani .  Hay algunas ciudades que están situadas a lo largo del río Tazlăul Sărat, desde su inicio hasta su desembocadura: Bolătău, Zemeș, Moinești, Găzărie, Prohozești, Negreni, Șesuri, Leontinești y Ardeoani . Tiene una longitud de 46 km y su tamaño de cuenca es 210 km² (81 mi²)   . 

## Afluentes
Los siguientes ríos son afluentes del río Tazlăul Sărat:
- Izquierda: Cuț, Fărcășu, Canuș, Valea Arinilor, Ruja, Frasin, Călmuș
- Derecha: Holmul, Piciorul Scurt, Coșnia, Lingura, Pârâul Corbului, Coacăza, Pârâul Ursului (o Ursu), Toplița, Manoli, Ariniș, Zemeș, Pârâul Sec, Pietrosul, Fundătura